# Сохоцино-Чижево
Сохоцино-Чижево (пол. Sochocino-Czyżewo) — село в Польщі, у гміні Бульково Плоцького повіту Мазовецького воєводства.
Населення — 92 особи (2011).
У 1975-1998 роках село належало до Плоцького воєводства.

## Демографія
Демографічна структура станом на 31 березня 2011 року:
|          | Загалом | Допрацездатний вік | Працездатний вік | Постпрацездатний вік |
| -------- | ------- | ------------------ | ---------------- | -------------------- |
| Чоловіки | 49      | 13                 | 28               | 8                    |
| Жінки    | 43      | 7                  | 22               | 14                   |
| Разом    | 92      | 20                 | 50               | 22                   |